# Avilés Hurtado
Avilés Hurtado Herrera (* 20. April 1987 in Timbiquí, Cauca) ist ein kolumbianischer Fußballspieler auf der Position eines Stürmers.

## Laufbahn
Hurtado begann seine Laufbahn 2008 bei Dépor Aguablanca, der 2008 noch in Jamundí beheimatet war und 2009 nach Cali zog. Dort wurde bald der größere Stadtrivale América de Cali auf Hurtado aufmerksam und verpflichtete ihn für die Spielzeit 2010. Im darauffolgenden Jahr 2011 wechselte er zu Atlético Nacional, mit dem er 2012 den kolumbianischen Pokalwettbewerb gewann.
Unmittelbar nach diesem Triumph wechselte Hurtado in die mexikanische Liga, wo er zunächst für den CF Pachuca und den Chiapas FC tätig war. In der Saison 2016/17 spielte er beim Club Tijuana und anschließend für den CF Monterrey, mit dem er die Punktspielrunde der Apertura 2017 auf dem ersten Tabellenplatz beendete und – gemeinsam mit dem Argentinier Mauro Boselli vom Club León – Torschützenkönig wurde. Mit seinem Verein erreichte er in den Liguillas die Finalspiele um die Meisterschaft, die aber gegen den Lokalrivalen UANL Tigres (mit 1:1 und 1:2) verloren wurden.
Im November 2017 kam Hurtado zu seinen ersten beiden Länderspieleinsätzen für die kolumbianische Fußballnationalmannschaft.